# Saint-Benin
Saint-Benin é uma comuna francesa na região administrativa de Altos da França, no departamento do Norte. Estende-se por uma área de 4.66 km². Em 2010 a comuna tinha 344 habitantes (densidade: 73,8 hab./km²).